# Acraea catori
Acraea catori är en fjärilsart som beskrevs av George Thomas Bethune-Baker 1904. Acraea catori ingår i släktet Acraea och familjen praktfjärilar. Inga underarter finns listade i Catalogue of Life.